# Andinosaura
Andinosaura – rodzaj jaszczurek z rodziny okularkowatych (Gymnophthalmidae).

## Zasięg występowania
Rodzaj obejmuje gatunki występujące w Kolumbii i Ekwadorze. 

## Systematyka

### Etymologia
Andinosaura: hiszp. Andino „z Andów”; łac. sauria „jaszczurka”, od gr. σαυρος sauros „jaszczurka”.

### Podział systematyczny
Do rodzaju należą następujące gatunki:
- Andinosaura afrania (Arredondo & Sánchez-Pacheco, 2010)
- Andinosaura aurea (Sánchez-Pacheco, Aguirre-Penafiel & Torres-Carvajal, 2012)
- Andinosaura crypta (Sánchez-Pacheco, Kizirian & Sales-Nunes, 2011)
- Andinosaura hyposticta (Boulenger, 1902)
- Andinosaura kiziriani (Sánchez-Pacheco, Aguirre-Penafiel & Torres-Carvajal, 2012)
- Andinosaura laevis (Boulenger, 1908)
- Andinosaura oculata (O’Shaughnessy, 1879)
- Andinosaura petrorum (Kizirian, 1996)
- Andinosaura stellae (Sánchez-Pacheco, 2010)
- Andinosaura vespertina (Kizirian, 1996)
- Andinosaura vieta (Kizirian, 1996)